# Naturwein
Als Naturwein (auch Naturreiner Wein, Artisan Wine, Naked Wine, Natural Wine, Vin Naturel, Vin Vivant) werden Weine bezeichnet, die möglichst ohne Zusätze und ohne aufwändige önologische Verfahren produziert wurden. Dafür ist bereits die Bewirtschaftung im Weinberg Grundlage. Daher wird der ökologische Weinbau als Voraussetzung für Naturwein gesehen. Ebenso ausschlaggebend ist die Vorgehensweise in der weiteren Verarbeitung; so soll der Produzent durch Verzicht auf Zusatzstoffe und Hilfsmittel ein möglichst „natürliches“ Produkt erzeugen. Die frühere weinrechtliche Definition als Verzicht auf Anreicherung tritt dabei in den Hintergrund. Die Verwendung der Bezeichnung Naturwein ist umstritten.

## Geschichte
Der Begriff ist historisch in Deutschland eng verbunden mit der Lebensreformbewegung. Im Weingesetz von 1909 wurde unter anderem Chaptalisation und Nassverbesserung (vgl. Ludwig Gall) großzügig geregelt. Es durfte Trockenzucker zur Erhöhung des Alkoholgehaltes hinzugefügt werden. In schlechten Jahrgängen, die von hohen Säurewerten bei nicht vollständig ausgereiftem Lesegut geprägt waren, durfte gar bis zu einem Viertel Zuckerwasser zur Alkoholerhöhung und Säureregulierung hinzugefügt werden. Dies wurde als notwendig angesehen, um die wirtschaftliche Existenz der Weinbranche auch in schlechten Jahren zu sichern. Von solchen unselbständigen Weinen grenzte sich der Naturwein ab, der selbständig, ohne kellertechnische Eingriffe, ein stabiles Produkt ergab. Dies waren die Spitzenweine aus sehr guten Jahrgängen.
1910 gründete sich der Verband deutscher Naturweinversteigerer als Zusammenschluss mehrerer regionaler Verbände, der heutige Verband Deutscher Prädikatsweingüter (VDP). In der Folgezeit beeinflussten weitere önologische Neuerungen den Naturweingedanken. So wurde der Begriff im Weinrecht von 1930 als Wein, dem irgendwelche andere Stoffe, als sie zur Kellerbehandlung notwendig sind, nicht zugesetzt worden sind definiert. Zu der Zeit wurde die Schwefelung des Weines als absolut notwendig betrachtet.
Mit der Novellierung des Weingesetzes 1969/1971 wurde der Begriff Naturwein durch Prädikatswein ersetzt. Ungezuckerte Weine durften nicht mehr als Naturwein bezeichnet werden. Stattdessen wurden die Begriffe Qualitätswein bestimmter Anbaugebiete (QbA) und Qualitätswein mit Prädikat geprägt. Die Qualitätsangabe bezog sich nicht mehr auf den Herstellungsprozess, da sich dies durch zahlreiche önologische Neuerungen als schwierig erwies. Es wurden auch Begriffe wie „Durchgegoren“ abgeschafft. Stattdessen wurde das Mostgewicht des Lesegutes als wesentliches Qualitätsmerkmal herangezogen und es wurden Geschmacksangaben basierend auf den Restzuckerwerten definiert. Erst ab dem Prädikat Kabinett ist Alkoholerhöhung (Anreicherung) nicht mehr zulässig.
Der Begriff Naturwein verschwand und der Verband der Naturweinversteigerer benannte sich in Verband Deutscher Prädikatsweingüter um. Heute bezieht sich der Begriff nicht mehr so sehr auf den Verzicht auf Kristallzucker, sondern auch auf zahlreiche andere önologischen Verfahren, die bewusst eingesetzt oder bewusst nicht eingesetzt werden.
Gegen Ende des 20. Jahrhunderts bildeten sich Winzergruppen vornehmlich aus den Bereich des biologisch-dynamischen Weinbaues, die noch mehr „Bio“ wollen, zu der Bewegung der Naturweine (Natural wines). Die Herstellung dieser Weine wird unter anderem von folgenden Gedanken beeinflusst: Suche nach einem ursprünglichen Geschmack natürlicher Weine, Respekt vor der Natur und Opposition zu industriellen Methoden im Weinbau und der Weinherstellung, zurück zu den alten önologischen Verfahren, Protest gegen die zunehmende Anonymisierung durch die Technisierung des konventionellen, integrierten wie auch aus dem organisch-biologischen Anbau stammender Weine.
Daneben werden auch historische Methoden der Weinbereitung wiederbelebt (Beispiel: Quevri) oder önologische Verfahren außerhalb der Weinbautradition (Beispiel: Maischegärung beim Orange Wine) eingeführt.
Im Jahr 2020 wurde in Köln der gemeinnützige Verein Naturknall gegründet, der erste Naturwein-Verein in Deutschland. Der Verein möchte in der deutschen Öffentlichkeit über unterschiedliche Herstellungsverfahren in der Weinproduktion aufklären, die in der Satzung definierte Herstellungsweise bekannter machen sowie ein Wissens- und Erfahrungsrepertoire aufbauen. Äquivalente Vereine in Europa sind Le Syndicat de défense des vins, die Association Les Vins S.A.I.N.S., die Associazione Vinnatur sowie der Verein Schweizer Naturwein.

## Herstellung
Auch wenn die Herstellung von Naturwein gesetzlich nicht geregelt ist, bildet sich doch unter den Produzenten ein Konsens heraus:
Der weit überwiegende Teil der Produzenten sieht die biologische Bewirtschaftung als Voraussetzung für die Naturweinerzeugung an. Hierbei setzen einige Produzenten auf Zertifizierungen, viele bauen den Wein biologisch oder biodynamisch an, ohne ihre Weine zertifizieren zu lassen. Die Lese erfolgt per Hand. Gesunde Trauben erfordern eine aufwändige Pflege der Reben und einen frühen Lesetermin. Anreicherung wird nicht mehr thematisiert. Der Verzicht auf Schönungsmittel und Filtrationshilfsmittel zugunsten einer natürlichen Klärung ist unumstritten. Der Einsatz von Schwefel wird unterschiedlich gesehen. Laut einer Befragung durch die Hochschule Geisenheim gibt die Hälfte der Befragten an, Naturwein solle kein Schwefel zugesetzt werden, die andere Hälfte befürwortet eine moderate Schwefelung, wobei sich beide Gruppen in der Mitte flexibel überschneiden.
Der Verein Naturknall schreibt seinen Mitgliedern einen Gesamt-Schwefelgehalt nach Abfüllung bei Rotwein höchstens 20 mg/l, Weißwein höchstens 30 mg/l unabhängig vom Restzuckergehalt vor.
Je nach Definition kann man die folgenden Statuten als charakteristisch für Naturwein definieren:
Anbau:
- biologische, bio-dynamische Bewirtschaftung
- ohne synthetische Mittel
- gesunde Trauben

Ausbau:
- keine Anreicherung
- nur die traubeneigenen Hefen sind für die Vergärung erlaubt
- keine Schönungsmittel
- keine Filterhilfsmittel
- natürliche Klärung
- Schwefel (umstritten)

## Bezeichnungsfragen
Im Gegensatz zum Orange Wein ist die Bezeichnung Naturwein umstritten. Auch nachdem das Verbotsprinzip des deutschen Weingesetzes von 1971 zugunsten des Missbrauchprinzips abgeschafft wurde, bleibt dieser Begriff kritisch. Die Verwendung auf dem Etikett wird von der Weinkontrolle beanstandet und von Marktteilnehmern abgelehnt.
Zum einen ist der Begriff Naturwein rechtshistorisch nicht einfach verschwunden und damit ungeregelt und für neue Verwendungen frei. 1971 wurde zusätzlich zum Verbot dieses Begriffs die Produktion und Bezeichnung unangereicherter Weine durch die Einführung des Qualitätsweins mit Prädikat gesetzlich neu geregelt. Prädikatsweine sind in diesem Sinne Nachfolgeprodukte des früheren Naturweins. Darüber hinaus sind zwei entgegengesetzte Annahmen maßgeblich:
Jeder Wein sei ein Naturprodukt: „Denn wer, so die Überlegung des Gesetzgebers, sich selbst als Besonderheit attestiert, natürlichen Wein zu keltern, unterstellt implizit den Konkurrenten, dass sie nicht natürlichen Wein erzeugen.“
Gegenüber: Ein verarbeitetes Rohprodukt wie Wein sei stets ein Kulturprodukt. „Die Weinrebe war von einer Natur- zu einer Kulturpflanze geworden. [...] Und was für die Rebe gilt, gilt auch für den Rest der Weinbergs- und Kellerarbeit. Auch die hier ablaufenden Prozesse sind nur noch zu einem infinitesimalen Teil natürlich. Es sind Prozesse, die mithilfe von jahrtausendelang verfeinerten Kulturtechniken gesteuert werden [...]“
Daher verzichten einige Naturweinproduzenten bewusst auf diesen Begriff, während Dogmatiker konventionell hergestellten Wein komplett als unnatürlich ablehnen. Eine mögliche, der Rechtsauffassung der Weinkontrolle entgegenstehende Auffassung, wurde bisher noch nicht gerichtlich entschieden. Eine einheitliche alternative Bezeichnung hat sich eben so wenig durchgesetzt.